# Одлагач
У зависности од врсте транспорта којим се довози откривка, одлагачи се деле на групу прилагођену шинском транспорту и групу која ради са транспортерима са траком.
Циклично допремање масе железничким транспортом континуирано преузима одлагач који је опремљен са пријемним уређајем са кашикама на ротору или ланцу који ради на истом приниципу као роторни багери или багери ведричари. Одлагачи ове групе називају се одлагачи са кашикама.
Код одлагача који раде са транспортерима са траком, ископина се предаје континуирано са етажног транспортера на пријемни транспортерски уређај одлагача. Одлагачи ове групе називају се одлагачи са траком.
Одлагање одлагачима примењује се у свим условима рељефа у различитим климатским условима и код средњих врло великих капацитета. Уз примењене роторне багере на откривци данас се по правилу примењује транспорт транспортерима, а одлагач је завршетак тзв. БТО комплекса.
У зависности од повезаности пријемног уређаја са одлажућим, одлагачи се деле на
- једноделне,
- дводелне.

Код једноделних пријемни и одлажући уредђаји чине заједничку конструктивну целину, а код дводелних пријемни и одлажући уређаји представљају посебне констурктивне целине постављене на сопствене механизме уз кретање.
Према врсти механизама за кретање одлагачи се дела на:
- шинске,
- гусеничне,
- корачајуће.

По правилу су одлагачи са кашикама опремљени са шинским механизмом за кретање, док су одлагачи са траком за гусеничним или корачајућим механизмом за кретање.

## Уређаји за одлагање
Уређаји за одлагање код одлагача има облик дугачке стреле са транспортером велике брзине, а то омогућава постизање великих капацитета при релативно малој тежини конструкције. Материјал пада одбачен слободно по путањи облика параболе. Примена све дужих стрела за одлагање омогућује повећавање одстојања код формирања преднасипа, повећање сигурности рада и повећање ширине блокова при истовременом смањењу броја померања транспортних линија. Повећање дужине стреле доводи, међутим, до знатног пораста, а тиме се погоршавају конструктивне особине машине.

## Механизам за кретање и носећа конструкција
Код одлагача се примењују сличне врсте и системи механизама за кретање као и код континуалних багера. Механизми за кретање могу бити шински, гусенични и корачајући. Користи се принцип ослањања на три тачке и систем балансирања који осигуравају подједнако оптерећење сваког носећег елемента механизма за кретање при неравној подлози. С обзиром на знатно лошију носивост радних етажа на одлагалиштима, неопходно је остваривање нижих специфичних оптерећења тла.
Задатак носеће конструкције код одлагача је повезивање уређаја за пријем и одлагање маса и преношење њихових тежина и спољних оптерећења на механизам за кретање. Спољне силе које оптерећују конструкцију одлагача могу бити статичне и динамичке и јављају се при транспорту маса, при чему знатно већу улогу него код багера има утицај ветра.

## Типови одлагача
Производе се:
- гусенични (једноделни и дводелни одлагачи са тракама),
- корачајући дводелни одлагачи са тракама,
- шински (једноделни и дводелни одлагачи са кашикама).

### Гусенични једноделни одлагачи са тракама
Гусенични једноделни одлагачи са тракама имају уређај за пријем у облику стреле која је или ослоњена на претоварни уређај етажног транспортера или је обешена на конструкцију горњег дела одлагача. Предности овог типа одлагача је једноставан систем носеће конструкције, једноставан систем за кретање који се састоји од две или три гусенице и мала тежина. Слаба страна му је мали радијус пријема маса за одлагање и ограничена могућност кретања одлагача у односу на етажни транспортер. Једноделни системи примењују се по правилу код мањих одлагача, као што је на пример одлагач фирме Krupp ARs 2200, одлагач пољске производње типа ZGOT1000 и одлагач немачке производње фирме Takraf ARsB 2500-50.

### Гусенични дводелни одлагачи са тракама
Гусенични дводелни одлагачи са тракама имају уређај за одлагање повезан са етажним транспортером помоћу уређаја за пријем маса који има сопствени механизам за кретање, те имају повећану могућност маневрисања у односу на етажни транспортер. Тежина уређаја за пријем маса преноси се на сопствени механизам за кретање, не оптерећује механизам за кретање уређаја за одлагање и омогућава употребу дугих стрела за одлагање.

### Корачајући дводелни одлагачи са тракама
Корачајући дводелни одлагачи са тракама имају исте технолошке карактеристике и начин рада као и одлагачи на гусеницама. Њихова предност у поређењу са гусеничним одлагачима је мање специфично оптерећење тла, а недостатак је мала брзина корачања. Ови одлагачи се производе искључиво као дводелни.
Корачајуће одлагаче производи СССР и ЧСФР. Одлагачи су опремљени са клизајућим механизмом за кретање, а највећи до сада произведени одлагач је ZP10000.

### Шински
Шински једноделни и дводелни одлагачи са кашикама примењују се на коповима са шинским транспортом.

## Уређај за пријем маса
Уређај за пријем маса повезује одлагач са транспортном мрежом површинског копа. Ако се у површинском копу примењује транспорт транспортерима, одлагачи су непосредно повезани са системом транспортера, што осигурава континуиран ток маса за одлагање. 
Код једноделних одлагача, уређај за одлагање повезан је са етажним транспортером помоћу стреле за пријем, код дводелних помоћу уређаја за пријем.
Претоварни уређај повезује одлагач са транспортером и припада комплексу радних транспортера. 
Код шинског транспорта довоз маса за одлагање има циклични карактер. Потребно их је уклопити у дати сталан ток. Континуалност одлагања, постиже се уређајем за пријем са кашикама, који је по конструкцији и раду сличан уређају за копање багера ведричара али је прилагођен измењеним условима рада, који се одгледа у смањењу интезивности процеса резања због довоза материјала у растреситом стању, као и сталном положају кашика у односу на механизам за кретање одлагача.